# Place des Quinconces
De Place des Quinconces is een plein in de Franse stad Bordeaux. Het is het grootste plein van Frankrijk en het vijfde plein van Europa. Het is aangelegd in de 19e eeuw en ligt op de plek van het voormalige Château Trompette, een fort dat tot doel had de stad onder controle te houden. Het plein is gedeeltelijk beplant met bomen in een quincunx-patroon, wat de naam aan het plein gegeven heeft. 
De oostkant van het plein begint bij de kade van de Garonne. Aan de westkant van het plein staat het monument aux Girondins, een eerbetoon aan de girondijnen die tijdens de Franse Revolutie vermoord zijn in Parijs. Het monument is gebouwd tussen 1894 en 1902, en bestaat uit een hoge zuil met aan twee zijden twee monumentale fonteinen en grote beeldenpartijen. Langs het plein staan beelden van beroemde personen afkomstig uit Bordeaux. Het plein wordt voornamelijk gebruikt voor grote evenementen, zoals concerten, (jaar)markten en kermissen. 

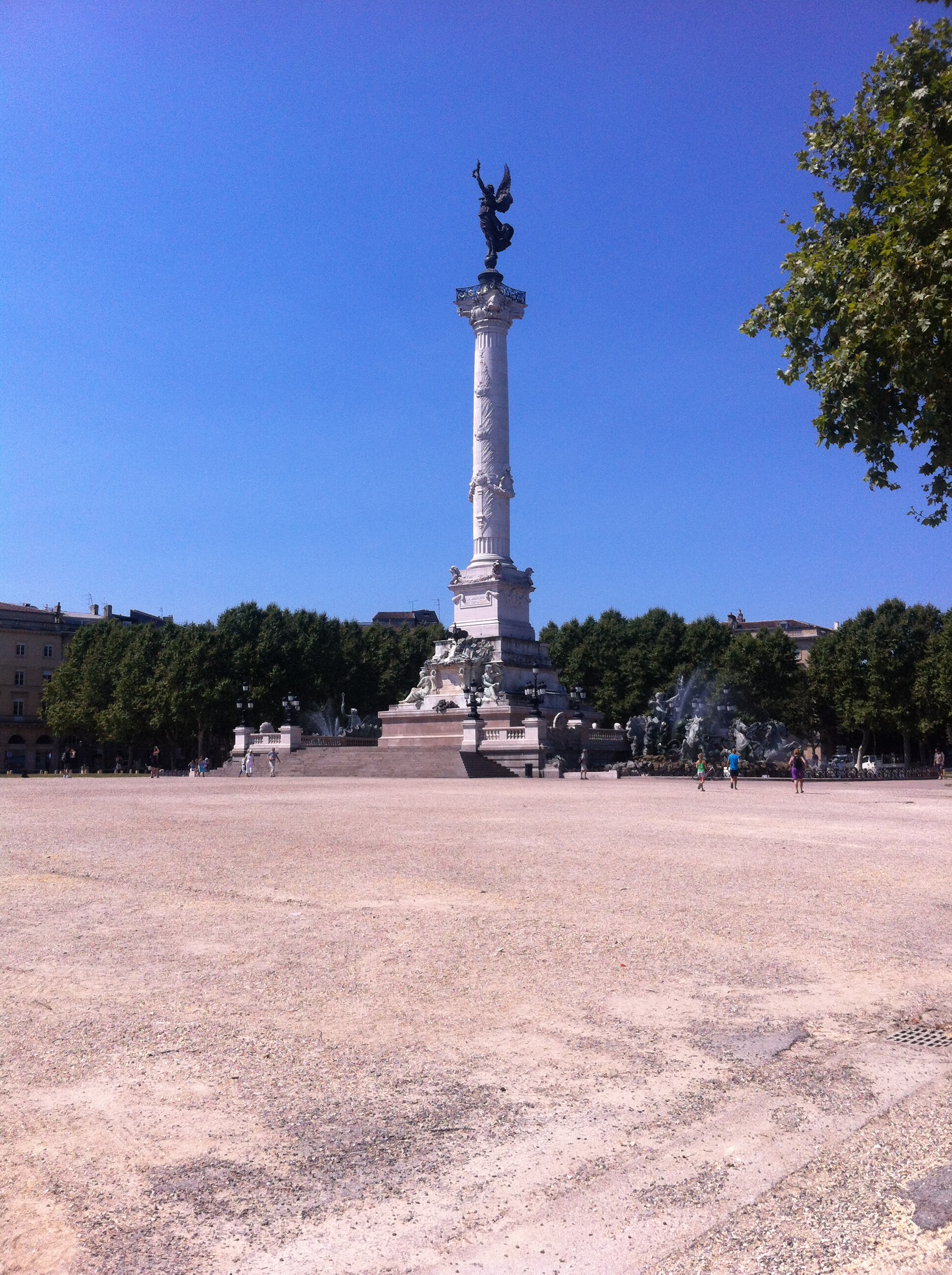
Place des Quinconces